# Secretario general del Comité Central del Partido Comunista de China
El secretario general del Comité Central del Partido Comunista de China (chino simplificado: 中国共产党中央委员会总书记, chino tradicional: 中國共產黨中央委員會總書記, pinyin: Zhōngguó Gòngchǎndǎng Zhōngyāng Wěiyuánhuì Zǒngshūjì), o simplemente secretario general del Partido, es el máximo dirigente del Partido Comunista de China. Antiguamente, el cargo más importante era el de presidente del Partido, posición que fue abolida el 11 de septiembre de 1982. Desde entonces, el secretario general es el cargo más alto en la jerarquía del Partido.
Según la constitución del PCCh, el secretario general se elige en una sesión plenaria del Comité Central. El secretario general es miembro ex officio del Comisión Permanente del Politburó (CP), el máximo órgano de decisión de facto de China. También preside el Secretariado y establece la agenda de las reuniones del Comité Central, el Politburó y la CP. Desde la década de 1990, el cargo ha sido, salvo en períodos de transición, el presidente de China, lo que lo convierte en jefe de Estado, y el presidente de la Comisión Militar Central (CMC), comandante supremo del Ejército Popular de Liberación (EPL). 
Como líder de la mayor economía del mundo en términos de paridad de poder adquisitivo (PPA) del PIB, la segunda mayor economía en términos de PIB nominal, el ejército más grande del mundo en términos de personal, un estado con armas nucleares reconocido, miembro permanente del Consejo de Seguridad de las Naciones Unidas y una superpotencia potencial, el secretario general es considerado una de las figuras políticas más poderosas del mundo.
El actual secretario general es Xi Jinping , quien asumió el cargo el 15 de noviembre de 2012 y fue reelegido dos veces el 25 de octubre de 2017 y el 23 de octubre de 2022. La última persona que gobernó el país durante más de dos mandatos fue Mao Zedong , quien se desempeñó como presidente del Comité Central del PCCh desde 1943 hasta su muerte en 1976.
En la actualidad, el secretario general es Xi Jinping, quien ocupa también el cargo de Presidente de la Comisión Militar Central.

## Historia
El puesto fue establecido por el XII Congreso del Comité Central en 1982, como sustitución del cargo de Presidente del Partido Comunista de China. Desde su restablecimiento en 1982, el de secretario general ha sido el cargo más alto del PCCh, aunque no se convirtió en el más influyente hasta la jubilación de Deng Xiaoping en 1990.
Desde mediados de la década de 1990, comenzando con Jiang Zemin, el secretario general también ha ocupado tradicionalmente el cargo de Presidente de China. Si bien la presidencia es un cargo ceremonial, es habitual que el secretario general asuma la presidencia para confirmar su condición de jefe de Estado. Además, se ha desempeñado junto con el cargo de presidente de la Comisión Militar Central, lo que convierte a su titular en el comandante supremo del Ejército Popular de Liberación.

## Elección
El secretario general del PCCh es elegido por una reunión plenaria del Comité Central del Partido Comunista Chino de entre los miembros del Comité Permanente del Politburó. Los dos secretarios generales más recientes, Hu Jintao y Xi Jinping , fueron promovidos por primera vez al puesto de primer secretario del Secretariado en el mismo proceso utilizado para determinar la membresía y las funciones del Comité Permanente del Politburó del PCCh. Bajo este proceso informal, el primer secretario sería elegido durante las deliberaciones de los miembros titulares del Politburó y los miembros retirados del Comité Permanente del Politburó en el período previo a un Congreso del Partido . El primer secretario luego sucedería al secretario general saliente como parte de una transición de liderazgo generacional en el congreso del partido posterior.

## Potestades
Las facultades y funciones del secretario general están vagamente definidas, sin límites de mandato ni normas escritas para la selección de un sucesor. Sin embargo, dado que China es un Estado unipartidista, el secretario general ostenta el máximo poder y autoridad sobre el Estado y el gobierno, y suele ser considerado el "líder supremo" de China.  El secretario general ha sido el funcionario de mayor rango en el sistema político chino desde 1982. 
Según la Constitución del Partido Comunista Chino , el secretario general es miembro ex officio del Comité Permanente del Politburó.  Según las regulaciones del PCCh, el secretario general es responsable de convocar las reuniones del Politburó y de su Comité Permanente. Además, preside la labor del Secretariado. También establece los temas de las reuniones del Comité Central, del Politburó y de su Comité Permanente.  Una reunión del Politburó celebrada en octubre de 2017, tras la primera sesión plenaria del XIX Comité Central del PCCh, estipuló que todos los miembros del Politburó debían presentar anualmente una presentación escrita al Secretario General del PCCh y al Comité Central. 

## Lista de secretarios generales

### Antes de la fundación de la República Popular China
- Chen Duxiu (1925-1928)
- Xiang Zhongfa (1928-1931)
- Li Lisan (en funciones, 1929-1930)
- Wang Ming (en funciones, 1931-1932)
- Qin Bangxian (en funciones, 1932-1935)
- Zhang Wentian (en funciones, 1935-1943)

### Después de la fundación de la República Popular China
| N.º                                                   | Imágenes                                              | Secretario General                                    | Inicio                                                | Final                                                 |
| Presidente del Partido Comunista de China (1943-1982) | Presidente del Partido Comunista de China (1943-1982) | Presidente del Partido Comunista de China (1943-1982) | Presidente del Partido Comunista de China (1943-1982) | Presidente del Partido Comunista de China (1943-1982) |
| ----------------------------------------------------- | ----------------------------------------------------- | ----------------------------------------------------- | ----------------------------------------------------- | ----------------------------------------------------- |
| 1º                                                    |                                                       | Mao Zedong (毛泽东)                                   | 20 de marzo de 1943                                   | 9 de septiembre de 1976                               |
| 2º                                                    |                                                       | Hua Guofeng (华国锋)                                  | 7 de octubre de 1976                                  | 28 de junio de 1981                                   |
| 3º                                                    |                                                       | Hu Yaobang (胡耀邦)                                   | 29 de junio de 1981                                   | 11 de septiembre de 1982                              |
| Secretario General del Comité Central (1982-)         |                                                       |                                                       |                                                       |                                                       |
| —                                                     |                                                       | Hu Yaobang (胡耀邦)                                   | 11 de septiembre de 1982                              | 15 de enero de 1987                                   |
| —                                                     |                                                       | Zhao Ziyang (赵紫阳)                                  | 16 de enero de 1987                                   | 1 de noviembre de 1987                                |
| 4º                                                    | 2 de noviembre de 1987                                | Zhao Ziyang (赵紫阳)                                  | 23 de junio de 1989                                   |                                                       |
| 5º                                                    |                                                       | Jiang Zemin (江泽民)                                  | 24 de junio de 1989                                   | 15 de noviembre de 2002                               |
| 6º                                                    |                                                       | Hu Jintao (胡锦涛)                                    | 16 de noviembre de 2002                               | 14 de noviembre de 2012                               |
| 7º                                                    |                                                       | Xi Jinping (习近平)                                   | 15 de noviembre de 2012                               | Actualidad                                            |